# Полежаев, Александр Иванович
Алекса́ндр Ива́нович Полежа́ев (30 августа [11 сентября] 1804, село Рузаевка, Пензенская губерния — 16 [28] января 1838, Лефортовский военный госпиталь, Москва) — русский поэт.
В 1826 был отправлен унтер-офицером в армию за поэму «Сашка» (1825) по личному приказу Николая I. Армию он не любил и неоднократно самовольно покидал полк; подвергался телесному наказанию. В 1838 г. он умер в возрасте 33 лет.

## Биография
Александр Полежаев родился 30 августа (11 сентября) 1804 года в имении Струйских Рузаевка Инсарского уезда Пензенской губернии (ныне Рузаевский район Мордовии). Он был внебрачным сыном помещика Л. Н. Струйского от его крепостной Аграфены Ивановой (по А. И. Введенскому — Степаниды Ивановны). Внук Н. Е. Струйского, двоюродный брат поэта Д. Ю. Струйского (Трилунного), также внебрачного сына помещика, но узаконенного.
Вскоре после рождения сына Аграфена была отпущена на волю и выдана замуж за саранского купца Ивана Ивановича Полежаева, с которым переселилась в Саранск, откуда и происходит ошибка в некоторых источниках при указании места рождения будущего поэта. Чтобы «покрыть барский грех», документы были выправлены с указанием, что Полежаев родился в 1805 г. уже в Покрышкине, в «законной семье». Пять лет Александр с матерью и отчимом жили в Саранске.
В 1808 г. купец Иван Полежаев пропал без вести. В 1810 г. умирает мать Александра, незадолго до того переехавшая по инициативе Л. Н. Струйского в Покрышкино. Струйский передаёт Полежаева и его сводного брата Константина (сына Аграфены и её супруга И. И. Полежаева) под опеку Я. Андреянова, дворового учителя, женатого на сестре Аграфены Анне.
В 1816 г. помещик Л. Н. Струйский-отец, перед своим отъездом в Сибирь на поселение за убийство своего крепостного, увозит Александра в Москву и помещает в пансион при Московском университете. Сам Л. Н. Струйский умер в ссылке в 1825 г.
В 1820 году Александр Полежаев поступает вольным слушателем на Словесное отделение Московского университета. Во время обучения сдружился с С. И. Каврайским.
В 1825 г. Полежаев под воздействием «Евгения Онегина» Пушкина пишет собственную поэму «Сашка». В этом же году выходит альманах М. П. Погодина «Урания», в котором напечатан перевод Полежаева «Человек. К Байрону (из Ламартина)». В 1826 г. Полежаева принимают в члены Общества любителей российской словесности при Московском университете.
После доноса жандармского полковника Ивана Петровича Бибикова (1788—1856) поэма «Сашка», содержащая критику порядков в Московском университете и описание нравов университетского студенчества, попала в руки самого Николая I. Как пишет биограф, «в другое время шалость Полежаева могла бы окончиться и пустяками; но вскоре после 14 декабря 1825 года, когда умственное направление декабристов приписывалось, между прочим, вредному направлению образования юношества, дело приняло иной оборот». Герцен рассказывает со слов самого Полежаева, что поэта привезли ночью к царю, находившемуся тогда в Кремле перед коронацией, и царь заставил читать поэму «Сашка» вслух при министре народного просвещения. Император, по словам Полежаева, предложил ему: «Я тебе даю возможность военной службой очиститься».
В 1826 г. Александра отдают в унтер-офицеры в Бутырский пехотный полк по личному распоряжению царя. За участие в этой «удалой проказе» из университета был исключён и его товарищ Александр Афанасьев.

### Побег из полка
В июне 1827 г. Полежаев бежит из полка с целью добраться до Петербурга и ходатайствовать об освобождении от воинской службы. Однако его хватают, возвращают в полк и отдают под суд (по другой версии, Полежаев вернулся в полк сам, «одумавшись»). Поэт из унтер-офицеров разжалован в рядовые без выслуги и лишён личного дворянства — до конца жизни он должен был остаться на военной службе рядовым.
От отчаяния и тоски он запил и «воротившись как-то нетрезвым в казармы, на выговор фельдфебеля за недозволительно позднее возвращение — ответил ему бранью непечатными словами». В 1828 г. Полежаева арестовывают за оскорбление фельдфебеля. Почти год он провёл в кандалах на гауптвахте в подвале Московских спасских казарм, имея в перспективе прогнание сквозь строй; но ему было вменено в наказание долговременное содержание под арестом. В заключении он написал стихотворение «Узник» («Арестант»), содержащее весьма резкие выпады против царя. «В уважение весьма молодых лет» он избежал более серьёзной ответственности и был переведён в Московский пехотный полк, с которым отправился на Кавказ. Там поэт принимает участие в боевых действиях в Чечне и Дагестане. Кавказские мотивы занимают важное место в его лирике (две изданные анонимно по требованию цензуры поэмы — «Чир-Юрт» и «Эрпели»). Отличившись в походах, в 1831 он вновь был произведён в унтер-офицеры.
В 1833 г. Полежаев вместе с полком возвращается в Москву. Осенью поэта переводят в Тарутинский егерский полк.

### Встреча с Екатериной Бибиковой
В 1834 г. подполковник И. П. Бибиков, написавший в 1826 г. донос на поэта, ставший роковым в его судьбе, вновь встречается с Полежаевым, и ему удается выхлопотать для него двухнедельный отпуск, который поэт провёл в семье Бибиковых, в подмосковном имении Ильинское. Здесь он влюбляется в 16-летнюю дочь Бибикова Екатерину (1817—1899), которая пишет акварелью, наверное, самый знаменитый портрет поэта, а сам Полежаев создаёт несколько стихотворений, вызванных любовью к девушке.

Таланты Ваши оценить
Никто не в силах, без сомненья!
Того ни с чем нельзя сравнить,
Что выше всякого сравненья!..
Вы рождены пленять сердца
Душой, умом и красотою…
— А. И. Полежаев 11 июля 1834 Село Ильинское
Екатерина Бибикова вышла замуж 9 января 1835 года за богатого тульского помещика Ивана Артемьевича Раевского. Впоследствии, в 1889 г., она, под псевдонимом «Старушка из степи», издаёт ценные воспоминания о поэте.
Однако, необходимость возвратиться в полк так угнетающе действует на Полежаева, что он по дороге пропадает, и найти его удаётся с большим трудом. После перенесённого им телесного наказания и в результате обострения «злой чахотки», подхваченной во время заключения на гауптвахте Спасских казарм, Полежаев был помещён в сентябре 1837 г. в Лефортовский военный госпиталь, где и скончался 16 (28) января 1838 года.
В конце декабря 1837 года он был произведён в офицеры (получил чин прапорщика), но едва ли узнал об этом даже на смертном одре.
Похоронен в Москве на Семёновском кладбище (могила не сохранилась). Впоследствии и само кладбище было уничтожено при промышленной застройке района (ныне часть территории кладбища занимает сквер между Семёновским валом, Измайловским шоссе и Семёновским проездом, а другую часть — промышленный квартал ПК «Салют» АО ОДК между Золотой улицей и проспектом Будённого).
- Автограф стихотворения А. И. Полежаева «Гальванизм»
- Музей А. И. Полежаева в Саранске
- Памятник в Саранске

## Оценка
Трагическая судьба Полежаева вызывала гнев и сочувствие А. И. Герцена, Н. П. Огарёва. Споры по поводу того, что стало роковой причиной столь трагичной судьбы, начались сразу после смерти поэта. Так, В. Г. Белинский в статье 1842 г. по поводу выхода сборника стихов Полежаева писал, что во всём он мог обвинять только самого себя. Это суждение было вызвано незнанием критиком как обстоятельств жизни самого поэта, так и многих его острополитических стихов, запрещённых цензурой и похороненных в её недрах. Со временем стала преобладать противоположная тенденция — рассматривать Полежаева исключительно как жертву царского режима и произвола Николая I. По всей же видимости, свою роль сыграла и буйная натура самого Полежаева, передавшаяся ему «по наследству» от отца и деда, блестяще отображённая им в поэме «Сашка» и ставшая причиной бегства его из полка в 1827 г., а также многих других столь же импульсивных его поступков.

## Память о Полежаеве
В советское время памятники поэту были установлены:
- 1940 год — в г. Саранске (скульптор И. Абрамов) — не сохранился.
- 1950 год — в г. Грозном (уничтожен при ведении боевых действий в 1990-е гг.)
- 1967 год — в г. Саранске (скульпторы М.И. Кожина и В. П. Бублев)

В 1958 году в СССР был выпущен конверт с изображением памятника Полежаеву в Грозном.
1966 год — Полежаеву посвящена «Гусарская песня» Александра Галича.
Именем Полежаева А. И. названы улицы:
- самая протяжённая улица г. Саранска, на которой установлен памятник поэту;
- в селении Ачхой-Мартан;
- в городе Кизилюрт;
- в Грозном.

В 1984 году в школе №9 города Рузаевка, был открыт литературный музей, первый в Мордовии, который продолжает сохранять память о поэте-земляке и сейчас. Средняя школа № 9 построена именно на том месте, где более двух веков назад находилось имение помещика Н.Е. Струйского, незаконным внуком которого был поэт-демократ, человек трагической судьбы, А.И. Полежаев.
В 2001 году в г. Саранске открылся музей А.И. Полежаева.

## В литературе
Трагической судьбе поэта посвящён роман Эдуарда Шульмана «Полежаев и Бибиков».
В 1980-е годы выходила также посвящённая Полежаеву книга А. Борщаговского «Восстань из тьмы».
В 1962 г. Яковом Апушкиным была написана посвящённая поэту одноактная стихотворная драма «Пасынок судьбы» (изд. в 1966 г.).